# Hospital Santiago Oriente Dr. Luis Tisné Brousse
El Hospital Santiago Oriente - Doctor Luis Tisné Brousse, también conocido como Hospital Cordillera, Hospital Santiago Cordillera, o simplemente Hospital Luis Tisné es el establecimiento hospitalario que atiende a toda la zona Oriente de Santiago. Se encuentra en avenida Las Torres, en la comuna de Peñalolén, y forma parte de la Red Pública de Salud. Es uno de los cinco hospitales del Servicio de Salud Metropolitano Oriente.
Nombrado en honor del doctor Luis Tisné Brousse (1909-1995), destacado cirujano y profesor que trabajó en el Hospital del Salvador.

## Historia
Su origen se remonta al día 28 de diciembre de 1993, año en que la maternidad del Hospital del Salvador entró en colapso por la cantidad de pacientes. Debido a esto, el Ministerio de Salud prometió un nuevo recinto hospitalario para la zona oriente.
Entró en funcionamiento el 20 de agosto de 2002 en principio solo como maternidad, para luego agregarse otras especialidades médicas.

## Servicios clínicos
La actividad asistencial se efectúa en varios Servicios Clínicos:
- Maternidad
- Neonatología
- Urgencia Adultos
- Urgencia Maternidad
- Medicina
- Cirugía Adultos
- Ginecología
- Unidad de Pacientes Críticos (UCI-UTI)
- Medicina Física y Rehabilitación Intrahospitalaria
- Hospitalización Domiciliaria (HOSDOM)
- Hospital de Día